# 多管管球虫
多管管球虫（学名：Siphonosphaera polysiphonia）为胶球虫科管球虫属的动物。分布于太平洋热带和亚热带区、巴西海岸、印度洋，包括东海等海域。